# Anton Belov
Anton Sergejevitj Belov, född 29 juli 1986, är en rysk professionell ishockeyspelare som bland annat har spelat för SKA Sankt Petersburg, HK CSKA Moskva och Avangard Omsk i KHL och Edmonton Oilers i NHL.
Belov blev aldrig draftad av något lag.